# Ibn Abî Mahalli
 (décembre 2011).
Si vous disposez d'ouvrages ou d'articles de référence ou si vous connaissez des sites web de qualité traitant du thème abordé ici, merci de compléter l'article en donnant les références utiles à sa vérifiabilité et en les liant à la section « Notes et références ».
Abū Maḥallī l-Filālī l-Sijilmāsī  ou Abu Al-Abbas Ahmed Ben Abdellah Ben Kadi (en arabe : أبو العباس أحمد بن عبد الله بن قاضي) est un voyageur, écrivain, érudit musulman et rebelle marocain, né à Sijilmassa en 1560 (967 de l'hégire) et mort à Marrakech en 1613 (1022 de l'hégire),. Il se proclame Mahdi puis occupe la capitale saadienne Marrakech et régne en tant que sultan jusqu'a sa mort.

## Biographie
Ibn Abî Mahalli fut principalement éduqué par son père avant d'aller étudier à Fès en 1572. Il fut également élève à une médersa à Hayy al ‘Attarîn (parfumeurs) pendant 5 à 6 ans où il porta le titre de « Hafîz », destiné à ceux qui connaissent le Coran par cœur.
En fuyant la lutte contre les Portugais, il rencontre son maître le saint Muhammad Ben-Mbarek Tastaouti, d'où son rattachement au soufisme. Vers 1593, il revient au Tafilalet et il se réfugie à Béni Abbès sous la protection d'un des chefs locaux. Il épousa sa fille.
Il va au Hadj, passe sur Figuig, Biskra, Tunis jusqu'à la libye mais ne peut accéder à Tripoli. Il assiste à la révolte de Sayeh Abdelaziz de Fezzan en 1577.
Sauvé par un nomade après être exposé à la famine et la perte dans le désert de Barca, il atteint le Caire où il rencontre Cheikh Salem Assenhouri imam du Malikisme en Égypte.
Au Hedjaz, à La Mecque et Médine il voit des événements miraculeux puis revient à sa ville d'origine Sijilmassa. Il se rend à Figuig où il rencontre le savant Abu l-Qasim b. ‘Abd al-djebar qui l'aide à terminer l'étude de kitab chifa (livre de la guérison) du Qadi ‘Iyâd vers 1600 J-C.
La première rencontre avec Sidi Cheikh était à Chellala Dahrania, la deuxième avec Ezzarouki fis de Sidi Cheikh et qui lui donne l'une de ses filles comme épouse.
Un malentendu entre Ouled Sidi Cheikh et Ibn Abu Mahalli pousse ce dernier pour la deuxième fois à se réfugier à Béni Abbès.
Après la mort de Ahmed al-Mansur al-Dhahabi en 1603, il reste 8 mois à Béni Abbès puis visite Timimoun. Quatre mois plus tard, il fait Le pèlerinage, pour la deuxième fois. À son retour, il construit une maison à l'oasis de Beni Goumi.
À la suite du coup d'État d'Al-Ma'mûn contre son oncle Moulay Zaydân al-Nâsir à Marrakech, Ibn Abu Mahalli se proclame mahdî et imâm "impeccable" (ma‘sûm) comme Ibn Tumârt (m. 1130) avant lui. Il lance sa révolte à Béni Abbès. Il se rend à Marrakech où il vainc le sultan en 1612, Zaydân al-Nasir, retiré pour rassembler ses forces et se réorganiser. Il entra donc dans le palais imperial de Marrakech et s'y installa en maître, il épousa la princesse douairière Lalla Aicha bint Abou Bakkar al-Shabani, consomma son mariage avec cette dernière et un fils naquit de leur union.
En 1613 à Marrakech, Ibn Abî Mahallî est tué par Zaydan al-Nasir et sa tête suspendue sur la muraille de la ville pendant 12 ans. La famille d'Ibn Abî Mahalli se réfugie au Ksar de Aghlad dans la région du Gourara.

## Œuvres
Il a laissé des dizaines de manuscrits notamment:
- Islit Al-Khirit Fi Kalie Bouloume Al-Ifrit A'Nnefrit (en arabe : إصليت الخريت في قطع بلعوم العفريت النفريت)
- El-Haoudadj (en arabe : الهودج)
- Al-KOstas El-Mostakim Fi Maarifat A'sahih Mina A'sakim (en arabe : القسطاس المستقيم في معرفة الصحيح من السقيم)
- El Ouaddah arabe : الوضاح)
- Manjanik Sokhor Lihadmi Binaa Cheikh El Ghoror Ou'Rass El-Fodjor (en arabe : منجنيق الصخور لهدم بناء شيخ الغرور ورأس الفجور)
- Jaouab El-Kharoubi arabe : جواب الخروبي)

## Abu Mahali en littérature
De nombreux écrivains ont fait d'Abu Mahali le sujet de leurs livres en étudiant sa personnalité ou l'un de ses manuscrits.
- R. Le Tourneau, Abu Mahalli rebelle à la dynastie saâdienne, 1956
- Said Ouahihi, La mahdaoui de Ibn Abi Mahali El-Filali et son manuscrit Takiid Fi A'Taarif Bi-Madinat sijilmassa (arabe : مهدوية إبن أبي محلي الفيلالي ومخطوطه تقييد في التعريف بمدينة سجلماسة)[7]